# ماريو أوسبن
ماريو أوسبن (بالإسبانية: Mario Osbén)‏ مواليد 14 يوليو 1955 في شيغوانتي، هو لاعب كرة قدم تشيلي سابق كان يلعب كحارس مرمى. سبق له أن لعب في كأس العالم لكرة القدم مع منتخب بلاده.

## المسيرة الاحترافية

### أندية لعب لها
- يونيون إسبانيولا
- كولو-كولو

## روابط خارجية
- ماريو أوسبن على موقع الاتحاد الدولي (مؤرشف)  (الإنجليزية)
- ماريو أوسبن على موقع قاعدة بيانات كرة القدم.إي يو (الإنجليزية)
- ماريو أوسبن على موقع بيانات كرة القدم. دي إي (الألمانية)
- ماريو أوسبن على موقع ناشيونال فوتبول تيمز (الإنجليزية)
- ماريو أوسبن على موقع عالم كرة القدم.نت (الإنجليزية)